# 1832

## Esdeveniments
Països Catalans
- 24 de juliol, València: S'inaugura el Teatre Principal de València, amb les obres encara per acabar.[1]
- Primera edició en català del Nou Testament.

Resta del món
- 24 de març - Estats Units: el govern dels Estats Units i la Nació Creek signen el tractat de Cusseta en el que els segons cedeixen el territori creek a l'est del riu Mississipi.
- 9 de maig - Els Estats Units obliguen els seminola a signar el Tractat de Payne's Landing, el que suposarà la seva deportació a Territori Indi.
- Independència de Grècia.
- Carl Friedrich Gauß publica les seves teories sobre el magnetisme.
- La Reform act permet el vot de la classe mitjana britànica.
- 5-6 de juny, té lloc la rebel·lió antimonàrquica de juny organitzada per estudiants, a París, França.

## Naixements
Països Catalans
- 19 de gener, València: Salvador Giner i Vidal, compositor i professor de música valencià (m. 1911).
- 11 d'abril, València: Rafael Maria Liern i Cerach, dramaturg valencià (m. 1897).[2]

Resta del món
- 23 de gener, París: Édouard Manet, pintor impressionista francès (m. 1883).
- 27 de gener, Daresbury, Cheshire, Anglaterra: Lewis Carroll, escriptor anglès (m. 1898).
- 13 de març, Marsella: Olympe Audouard, periodista francesa, fundadora de cinc revistes.[3]
- 5 d'abril), Saint-Dié-des-Vosges (França): Jules Ferry, apodat "el tonkinès", va ser un polític francès de dretes, centralista i nacionalista. Va ser alcalde de París (1870-1871) (m. 1893).[4]
- 19 d'abril, Madrid: José Echegaray: matemàtic, enginyer, polític i escriptor espanyol, Premi Nobel de Literatura de 1904 (m. 1914).[5]
- 14 de maig, Königsberg, Prússia: Rudolf Lipschitz, matemàtic alemany (m. 1903).
- 3 de juny, París (França): Charles Lecocq, músic francès, compositor d'operetes (m. 1918).[6]
- 5 de juny, Manoa, Hawaii: Kaahumanu, reina regent de Hawaii.[7]
- 17 de juny, Londres, Anglaterra: William Crookes, físic i químic anglès (m. 1919).[8]
- 21 de juny, Matlock Bath, Derbyshire: Louise Rayner, aquarel·lista britànica (m.1924).[9]
- 6 de juliol, Viena, Àustria: Maximilià I, emperador de Mèxic (m. 1867).
- 24 de juliol, Ciutat de Mèxic: Antonio García Cubas, biògraf, historiador i escriptor
- 1 d'agost, Leipzig: Marie Wieck, cantant, compositora i pianista alemanya (m. 1916).[10]
- 3 d'agost, (illa de Saint Thomas, Illes Verges Americanes: Edward Wilmot Blyden, escriptor, diplomàtic i polític afroamericà de Libèria i Sierra Leone crioll (m. 1912).[4]
- 7 de setembre, Cadis, Espanya: Emilio Castelar, polític espanyol, president de la I República Espanyola del 7 de setembre de 1873 al 3 de gener de 1874) (m. 1899).
- 26 de setembre, Londres: Rebecca Solomon, pintora anglesa prerafaelita interessada a denunciar la injustícia social (m. 1886).[11]
- 29 de novembre, Germantown (Pennsilvàniia): Louisa May Alcott, escriptora estatunidenca, autora de Donetes (m. 1888).[12]
- 8 de desembre, Kvikne, Noruega: Bjornstjerne Bjornson, Premi Nobel de Literatura 1903 (m. 1910).
- 12 de desembre, Oslo, Noruega: Peter Ludwig Mejdell Sylow, matemàtic (m. 1918).
- 15 de desembre, Dijon, França: Gustave Eiffel, enginyer civil francès (m. 1923).
- 29 de novembre, Germantown (Pennsilvània): Louisa May Alcott, escriptora nord-americana, reconeguda per la novel·la Donetes (m. 1868).

- Viena: Caroline Prukner, cantant
- Hainaut: Charles-Victor Dubois, organista.

## Necrològiques
Països Catalans
- 25 d'octubre - Madrid (Espanya): Asensi Julià i Alvarrachi, pintor i gravador valencià (n. 1756 o 1760).

Resta del món
- 10 de març - Evesham, Worcestershire, Regne Unit: Muzio Clementi, compositor, intèrpret virtuós d'instruments de tecla, professor, editor musical i constructor de pianos d'origen italià establert a Anglaterra (n. 1752).[13]
- 22 de març - Weimar (Turíngia, Alemanya): Johann Wolfgang von Goethe, escriptor alemany.(n. 1749)[4]
- 5 de maig - Hawaii: Kaahumanu, reina regent de Hawaii (n. 1768).
- 6 de juny - Londres, Anglaterra: Jeremy Bentham, pensador i reformador polític anglès, pare de l'utilitarisme. (n.1748).[14]
- 31 de maig: Bourg- la - Reine (França): Évariste Galois, matemàtic francès (n. 1811).[15]
- França: Charles Guillaume Alexandre Bourgeois, pintor i físic